# Unserer Lieben Frau (Pfaffenhausen)

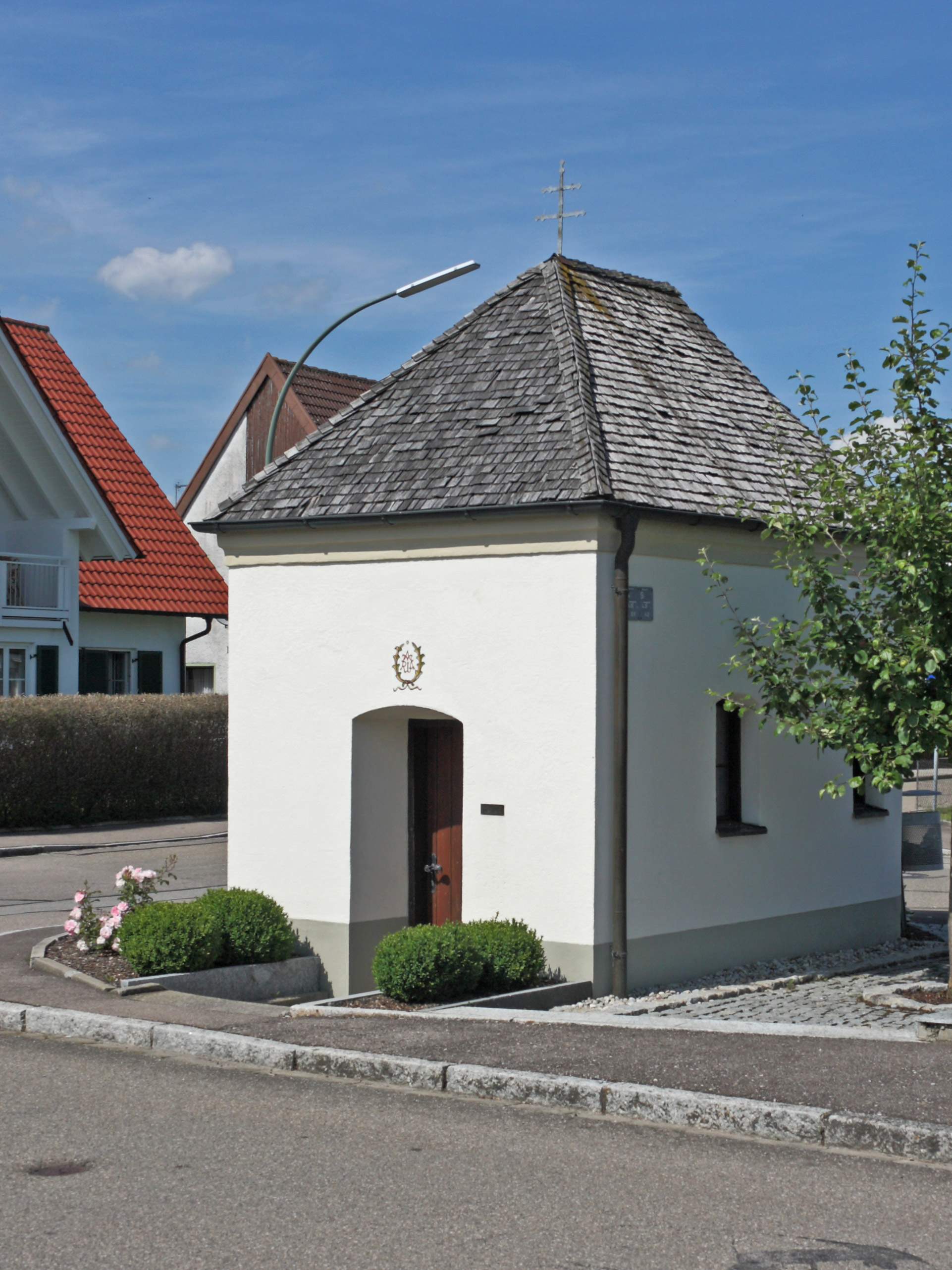
Feldkapelle Unserer Lieben Frau in Pfaffenhausen

Unserer Lieben Frau ist eine römisch-katholische Feldkapelle im oberschwäbischen Pfaffenhausen. Sie besitzt zwei unterschiedliche Mauerstärken, was auf zwei unterschiedliche Bauzeiten schließen lässt. Der ältere Teil dürfte Ende des 17., Anfang des 18. Jahrhunderts entstanden sein. Der ältere Teil besteht aus dem Langhausgewölbe, der Westwand und dem Chorbogen mit den Halbsäulen. Die Seitenwände im Schiff dürften ursprünglich offene Arkaden besessen haben und wurden wohl Ende des 18. Jahrhunderts angefügt, ebenso die flache, korbbogige Apsis und das Walmdach.
Die Kapelle befindet sich im Süden des Ortes an der Straße nach Heinzenhof. Sie ist ein Rechteckbau mit abgerundeten Ostecken und flachbogiger Apsis. Das Traufgesims im Westteil ist abgeschrägt und am jüngeren Ostteil bandförmig. Im Westen befindet sich eine Stichbogentür. In den Längswänden befinden sich je zwei Stichbogenfenster. Im Inneren ist die Apsis flachgedeckt. Der Chorbogen besitzt derbe Halbsäulen und einen gestelzten, stichbogigen Schluss. Im Vorraum befindet sich ein Kreuzgratgewölbe.
Der Altar stammt aus dem mittleren 19. Jahrhundert und ist aus gefasstem Holz geschaffen. In einer Rundbogennische befindet sich eine gefasste Muttergottesfigur aus der zweiten Hälfte des 17. Jahrhunderts. Beiderseits der Figur befinden sich je ein Pilaster und eine schräggestellte, vorgestaffelte Säule. Am geschweiften Auszug befinden sich zwei sitzende Engel aus der zweiten Hälfte des 17. Jahrhunderts. Des Weiteren befinden sich zwei Statuetten von Evangelisten, welche Anfang des 18. Jahrhunderts geschaffen wurden, in der Kirche. Das kleine Altarkreuz stammt aus der Mitte des 19. Jahrhunderts.